# Fixed (EP)
Fixed (anche conosciuto come Halo 6) è un EP dei Nine Inch Nails che contiene dei remix dei brani di Broken prodotti da Butch Vig, James George Thirlwell dei Foetus, Peter Christopherson dei Coil, e da membri che a quel tempo componevano i NIN come Chris Vrenna e James Woolley.

## Tracce
1. Gave Up (remix by Coil, Danny Hyde) – 5:25
2. Wish (remix by J. G. Thirlwell) – 9:10
3. Happiness in Slavery (remix by Trent Reznor, Chris Vrenna, P.K.) – 6:09
4. Throw This Away (remix by Reznor, Vrenna, Butch Vig) – 4:13
5. Fist Fuck (remix by Thirlwell) – 7:20
6. Screaming Slave (remix by Reznor, Vrenna, Bill Kennedy, Sean Beavan, Martin Brumbach, Bob Flanagan) – 8:00